# Водник, бомбе и ...
„Водник, бомбе и...” је југословенски кратки филм из 1966. године. Режирао га је Стјепан Заниновић који је написао и сценарио.

## Улоге
| Глумац                   | Улога |
| ------------------------ | ----- |
| Стојан Столе Аранђеловић |       |
| Душан Ђурић              |       |
| Дејан Ђуровић            |       |